# Aufrechtes Rudern

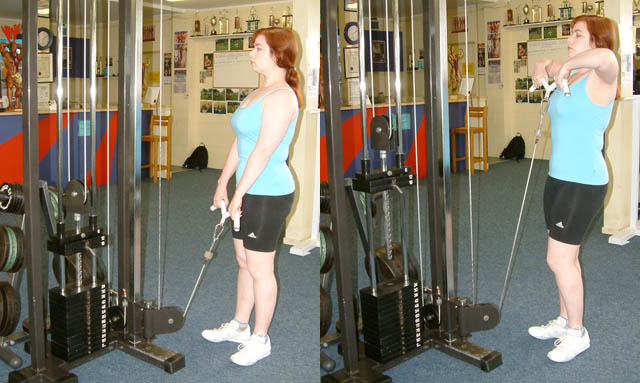
Aufrechtes Rudern

Aufrechtes Rudern ist eine Kraftübung, die mit einer Langhantel oder ähnlichem Gewicht ausgeführt wird. Beansprucht werden, je nach Griffweite unterschiedlich stark, die Delta-, Kapuzen-, Bauch- und Rückenmuskulatur. Aufrechtes Rudern ist eine Mehrgelenksübung, da sie mehrere Muskelgruppen und Gelenke auf einmal beansprucht.

## Übungsbeschreibung
Eine Langhantel wird mit einem größer oder kleiner als schulterweitem Obergriff (Pronation) vor dem Körper mit ausgestreckten Armen gegriffen. Daraufhin wird die Hantel in Richtung Kinn oder vor das Kinn bewegt und danach wieder abgesenkt. Je nach Griffweite werden die oben genannten Muskeln unterschiedlich stark trainiert.